# Radio SWH
Radio SWH es una emisora de radio de Letonia, perteneciente a AS Radio SWH, centrada en AC y pop.

## Historia
La emisora inició emisiones el 15 de mayo de 1993, siendo la primera emisora de radio comercial de Letonia, como parte de AS Software House Riga (SWH), dando lugar al nombre de la emisora.
El 1 de junio de 2025, SWH TV inició emisiones, siendo este la versión televisiva de Radio SWH.

## Emisión
La emisora emite por FM e Internet:
- Riga: 105.2 FM.
- Kuldīga: 100.1 FM.
- Liepāja: 105.1 FM.
- Ventspils: 105.4 FM.
- Talsi: 102.2 FM.
- Saldus: 94.7 FM.
- Valmiera: 106.5 FM.
- Cesvaine: 107.9 FM.
- Jēkabpils: 101.2 FM.
- Rēzekne: 106.5 FM.
- Daugavpils: 105.2 FM.
- Dundaga: 89.3 FM.
- Salacgrīva: 96.1 FM.
- Pāvilosta: 99.7 FM.